# 双凤乡
双凤乡，是中华人民共和国湖南省邵陽市邵东市下辖的一个乡镇级行政单位。

## 行政区划
双凤乡下辖以下地区：
东南村、刘家村、马安村、海坪村、勤富村、大冲村、福安村、古奇村、麒麟村、红马村、船形村、大进村、双凤村、凤形村、永久村、中和村、迎丰村、跃胜村、金龙村、余庆村、复兴村、水井村、香馥村、曹家村和大兴村。